# Trzebinia (gmina)
Trzebinia est une gmina mixte du powiat de Chrzanów, Petite-Pologne, dans le sud de Pologne. Son siège est la ville de Trzebinia, qui se situe environ 8 km au nord-est de Chrzanów et 35 km à l'ouest de la capitale régionale Cracovie.
La gmina couvre une superficie de 105,22 km2 pour une population de 33 959 habitants.

## Géographie
Outre la ville de Trzebinia, la gmina inclut les villages de Bolęcin, Czyżówka, Dulowa, Karniowice, Lgota, Młoszowa, Myślachowice, Piła Kościelecka, Płoki et Psary.
La gmina borde les villes de Bukowno et Jaworzno, et les gminy de Alwernia, Chrzanów, Krzeszowice et Olkusz.